# Brunnenkressen
Die Brunnenkressen (Nasturtium) sind eine Pflanzengattung in der Familie der Kreuzblütengewächse (Brassicaceae).

## Merkmale
Die Vertreter der Brunnenkressen sind ausdauernde, krautige Pflanzen. Die Sprosse sind kahl oder tragen wenige einfache Haare. Die Stängel kriechen am Grund und sind meist kahl und hohl. Die Blattspreiten sind ungeteilt, fiederspaltig oder besitzen stumpfe, unter 3 Zentimeter große Fiedern. Sie sind mehr oder weniger behaart.
Die inneren Kelchblätter sind ausgesackt. Die Kronblätter sind weiß, in seltenen Fällen blass violett und stets über 1 Zentimeter lang. Die Staubbeutel sind gelb. Die Schoten sind kurz und linealisch. Die Klappen haben eine undeutliche Mittelader. Der Griffel ist kurz, die Narbe ist kopfig oder schwach zweilappig. Die Samen stehen in ein oder zwei Reihen.

## Verbreitung
Die Arten der Gattung sind in Europa, Nordafrika, Asien und Nord- bis Zentralamerika verbreitet.

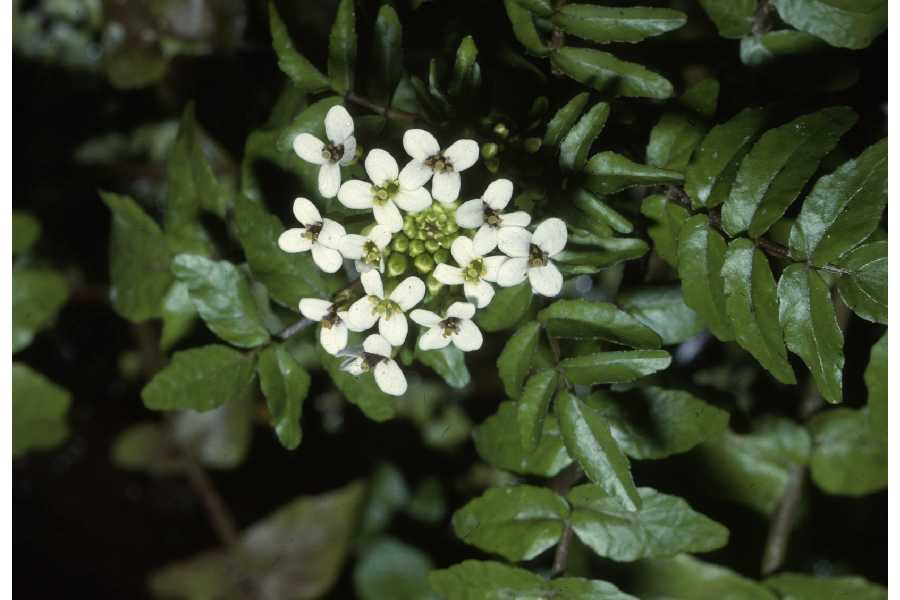
Echte Brunnenkresse (Nasturtium officinale)

## Systematik
Die Gattung Nasturtium wurde 1812 von William Townsend Aiton in der zweiten Ausgabe des Hortus Kewensis, Band 4, Seite 109–110, aufgestellt. Ein Synonym ist Cardaminum Moench.
Die Gattung wird innerhalb der Kreuzblütler in die Tribus Cardamineae gestellt und besteht aus etwa fünf Arten; Die zwei auch in Mitteleuropa vorkommenden Arten sind:
- Echte Brunnenkresse (Nasturtium officinale (L.) W.T.Aiton, Syn.: Sisymbrium nasturtium-aquaticum L., Rorippa nasturtium-aquaticum (L.) Hayek): Das ursprüngliche Verbreitungsgebiet befindet sich in Europa, Nordafrika mit Makaronesien und dem südwestlichen Asien mit Pakistan und Indien. Heute ist sie als Neophyt beinahe weltweit verbreitet.[5]
- Kleinblättrige Brunnenkresse (Nasturtium microphyllum Boenn. ex Rchb., Syn.: Nasturtium uniseriatum H.W.Howard & Manton, Rorippa microphylla (Boenn. ex Rchb.) H.Hyl.): Die ursprüngliche Heimat ist Europa, Marokko, Westasien mit Pakistan und Indien. Als Neophyt besiedelt sie zahlreiche weitere Länder in Asien, Amerika und Australien sowie Hawaii.[5]

Eine natürlich vorkommende Hybride aus den beiden Arten ist die Bastard-Brunnenkresse oder Unfruchtbare Brunnenkresse (Nasturtium x sterile (Airy Shaw) Oefelein, Syn.: Rorippa ×sterilis Airy Shaw).
Die weiteren Arten sind:
- Nasturtium africanum Braun-Blanq. (Syn.: Nasturtium mesatlanticum O.E.Schulz,[5] Rorippa africana (Braun-Blanq.) Maire): Sie kommt in zwei Unterarten in Marokko vor.[5]
- Nasturtium floridanum (Al-Shehbaz & Rollins) Al-Shehbaz & R.A.Price (Syn.: Cardamine curvisiliqua Shuttlew. ex Chapm., Rorippa floridana Al-Shehbaz & Rollins): Die Heimat ist Florida.[5]
- Nasturtium gambelii (S.Watson) O.E.Schulz (Syn.: Cardamine gambelii S.Watson, Rorippa gambelii (S.Watson) Rollins & Al-Shehbaz): Die Heimat ist Kalifornien, Mexiko und Guatemala.[5]